# Aleksandra Pruska
Fryderyka Wilhelmina Aleksandra Maria Helena Hohenzollern (ur. 23 lutego 1803 w Berlinie; zm. 21 kwietnia 1892 w Schwerinie), wielka księżna Meklemburgii-Schwerin.

## Życiorys
Urodziła się jako szóste dziecko (druga córka) Fryderyka Wilhelma III, króla Prus i jego żony, królowej Luizy Pruskiej, urodzonej jako księżniczka Mecklenburg-Strelitz. 25 maja 1822 w Berlinie wyszła za mąż za Pawła Fryderyka, wielkiego księcia Mecklenburg-Strelitz (1800–1842).

### Dzieci
- Fryderyk Franciszek II (1823–1883), wielki książę Mecklenburg-Strelitz,
- Luiza Maria Helena (1824–1859), żona księcia Hugona von Windisch-Graetz,
- Fryderyk Wilhelm Mikołaj (1827–1879), mąż księżniczki Aleksandry Pruskiej (córki Albrechta Hohenzollerna i Marianny Orańskiej).

## Tytulatura
- Jej Królewska Wysokość Księżniczka Prus Aleksandra (1803–1822)
- Jej Królewska Wysokość Księżniczka Mecklenburg-Schwerin Aleksandra (1822–1837)
- Jej Królewska Wysokość Wielka Księżna Mecklenburg-Schwerin Aleksandra (1837–1892)